# Káto Malláki
Káto Malláki, en grec moderne : Κάτω Μαλλάκι, est un village du dème de Réthymnon, en Crète, en Grèce. Selon le recensement de 2011, la population de  Káto Malláki compte 61 habitants.